# Diplazium bicolor
Diplazium bicolor là một loài thực vật có mạch trong họ Woodsiaceae. Loài này được Stolze miêu tả khoa học đầu tiên năm 1991.